# 100% Scooter - 25 Years Wild & Wicked Tour
A 100% Scooter - 25 Years Wild & Wicked Tour a Scooter 2017-ben és 2018-ban megrendezett turnéja, melynek során az együttes nem sokkal korábban megjelent "Forever" című albumát népszerűsítették. Az együttes 2018-ban töltötte be 25. évét, így ezúttal hosszú idő után olyan helyekre is ellátogattak, mint koncerthelyszínek, ahol már nagyon régen nem jártak.
A turné két szakaszból állt, az elsőt még 2017 nyarán rendezték, illetve egy rigai fellépéssel ez kitolódott őszre. A második szakaszra 2018-ban kerül sor. A stuttgarti és amszterdami fellépés annyira népszerűnek bizonyult elővételben, hogy egy ráadás napot is betoldottak.
Phil Speiser épp a turné kellős közepén hagyta ott a Scootert, tisztázatlan okokból. Az ausztráliai koncerteket még vele csinálták végig, utolsó közös koncertje a csapattal a 2018. október 6-i brisbane-i fellépés volt. Október 13-án tehát egy héttel később egy nem turnéfellépésen a helyén már Etnik Zarari volt, aki utána három DJ-szettes fellépésre kísérte el H.P. Baxxtert, majd november 8-án Helsinkiben már úgy lépett fel a csapattal, mint a zenekar harmadik tagja. Szereplése azonban nem volt hosszú életű: a hátralévő 13 turnéfellépést csinálta meg a Scooterrel, majd még két koncertet, és ezt követően Sebastian Schilde váltotta őt.

## Dalok listája
1. Intro (az első szakaszban Loops and Pipes-szal kezdve, a második szakaszban ezt elhagyták) + "Kyle Dixon & Michael Stein - Kids" (Stranger Things OST)
2. One (Always Hardcore)
3. Bora! Bora! Bora!
4. Ramp! (The Logical Song)
5. Oi
6. J'adore Hardcore / Jumping All Over The World
7. Bigroom Blitz (később helyette a My Gabber)
8. Mary Got No Lamb
9. Universal Nation / Kiss Goodnight / In Rave We Trust / Wild & Wicked (az első szakaszban) /// Frequent Traveller / We Are The Greatest / Kiss Goodnight / Wall of China (See The Light) (a második szakaszban) /// Frequent Traveller / We Are The Greatest / Talk About Your Life / See Your Smile (a turné vége felé)
10. In Rave We Trust (Amateur Hour) (a 2018-as turnészakasz elején)
11. Weekend (később helyette a Stuck On Replay / Bit A Bad Boy)
12. How Much Is The Fish?
13. Nessaja
14. Posse (I Need You On The Floor)
15. Fuck The Millennium / Call Me Manana
16. Jigga Jigga
17. Maria (I Like It Loud)
18. Fire
19. Finálé (az első szakaszban "Hyper Hyper / Move Your Ass!", a második szakaszban "Move Your Ass! / Friends Turbo / Hyper Hyper / Move Your Ass!", a turné legutolsó állomásain "Endless Summer / Hyper Hyper / Move Your Ass! (Noisecontrollers Remix)")

Ausztráliában ezen felül bónuszként játszották a "Back In The U.K." című dalt.
Az "In Rave We Trust" medley-ben hallható változata eltér az albumváltozattól és a kislemezre került változattól is: sokkal inkább jumpstyle alapú.

## Helyszínek

### Első szakasz (2017)
- Németország, Lipcse, Népek csatájának emlékműve (2017. július 7.)
- Németország, Mönchengladbach, Sparkassenpark (2017. július 8.)
- Észtország,Lauluväljak, Tallinn (2017. augusztus 23.)
- Lettország, Riga, Riga Arena (2017. november 23.)

### Második szakasz (2018)
- Németország, Berlin, Velodrom (2018. február 15.)
- Németország, Hamburg, Barclaycard Arena (2018. február 16.)
- Németország, Düsseldorf (2018. február 17.)
- Svájc, Zürich, Hallenstadion (2018. február 19.)
- Ausztria, Bécs, Gasometer (2018. február 20.)
- Németország, Rostock, Stadthalle (2018. február 23.)
- Németország, Stuttgart, Porsche Arena (2018. február 24. és 25.)
- Németország, München, Zenith (2018. február 26.)
- Litvánia, Kaunas, Žalgirio Arena (2018. március 3.)
- Észak-Írország, Belfast, The Telegraph (2018. május 4.)
- Skócia, Glasgow, O2 Arena (2018. május 5.)
- Egyesült Királyság, London, Brixton Academy (2018. május 6.)
- Magyarország, Budapest, Budapest Park (2018. június 9.)
- Finnország, Juhannus, Tahko Festival (2018. június 22.)
- Észtország, Haapsalu (2018. június 23.)
- Oroszország, Ufa, Ogni Ufi (2018. június 29.)
- Oroszország, Moszkva, Adrenaline Stadion (2018. június 30.)
- Oroszország, Szocsi, Ice Cube (2018. július 4.)
- Németország, Völklingen (2018. június 13.)
- Németország, Hamburg, Trabrennbahn (2018. augusztus 17.)
- Németország, Drezda, Elbufer (2018. augusztus 18.)
- Németország, Giessen, Freilichtbühne Schiffenberg (2018. augusztus 24.)
- Németország, Beverungen, Weserweise (2018. augusztus 25.)
- Ausztrália, Melbourne, Trak Lounge Bar (2018. szeptember 27.)
- Ausztrália, Sydney, Roundhouse (2018. szeptember 28.)
- Ausztrália, Adelaide, HQ Complex (2018. október 5.)
- Ausztrália, Brisbane, Eatons Hill Hotel (2018. október 6.)
- Finnország, Helsinki, Ice Hall Black Box (2018. november 8.)
- Finnország, Kuopio, Kuopio Halli (2018. november 9.)
- Finnország, Oulu, Ouluhalli (2018. november 10.)
- Csehország, Prága, Forum Karlin (2018. november 12.)
- Hollandia, Amszterdam, Afas Live (2018. november 26.)
- Franciaország, Párizs, Zenith (2018. november 27.)
- Németország, Nürnberg, Nürnberg Arena (2018. november 30.)
- Németország, Erfurt, Messehalle (2018. december 1.)
- Németország, Mannheim, SAP Arena (2018. december 3.)
- Németország, Hannover, Swiss Life Hall (2018. december 4.)
- Németország, Dortmund, Westfalenhalle (2018. december 6.)
- Hollandia, Amszterdam, Afas Live (2018. december 7.)
- Németország, Bréma, OVB Arena (2018. december 8.)